# Ernest Paul
Ernest Paul (Villotte-sur-Ourie, 5 de dezembro de 1881 - Saint-Gatien-des-Bois, 9 de setembro de 1964) foi um ciclista profissional da França.

## Participações no Tour de France
Foi vencedor de 2 etapas do Tour de France.
- Tour de France 1908 : 18º colocado na classificação geral
- Tour de France 1909 : 6º colocado na classificação geral e vencedor de uma etapa
- Tour de France 1910 : 7º colocado na classificação geral e vencedor de uma etapa
- Tour de France 1911 : 8º colocado na classificação geral
- Tour de France 1912 : abandonou na 4ª etapa
- Tour de France 1914 : 12º colocado na classificação geral
- Tour de France 1921 : 27º colocado na classificação geral
- Tour de France 1922 : 30º colocado na classificação geral